# John Norton (Leichtathlet)
John Kelley Norton (* 16. April 1893 in Santa Clara, Kalifornien; † 28. Dezember 1979 in New York City) war ein US-amerikanischer Hürdenläufer, der in den frühen 1920er Jahren erfolgreich war. Er startete für die Stanford University sowie den Olympic Club San Francisco, war 1,83 m groß und 93 kg schwer.
Norton gewann drei amerikanische Vizemeisterschaften über 440 Yards Hürden: 1920 hinter Frank Loomis, 1921 hinter August Desch und 1923 hinter Ivan Riley. Gestoppt wurde nur die Siegerzeit.
Am 26. Juni 1920 stellte er in Pasadena in 54,2 s einen neuen Weltrekord über 400 m Hürden auf. Damit verbesserte er die zwölf Jahre alte Bestmarke seines Landmannes Charles Bacon um acht Zehntelsekunden. Bei den Olympischen Spielen 1920 in Antwerpen, an denen er zusammen mit Frank Loomis, August Desch und Charles Daggs teilnahm, verlor er seinen Weltrekord an Loomis, der in 54,0 Sekunden siegte. Norton gewann mit vier Metern Rückstand in 54,6 Sekunden die Silbermedaille, August Desch holte Bronze in 54,7 Sekunden, der Franzose Géo André Platz vier in 54,8 Sekunden. Alle Zeiten außer der Siegerzeit wurden geschätzt.
John Norton konnte sich insgesamt fünfmal unter den Top Ten der Weltrangliste platzieren:
- 1915 Platz 4 über 400 m Hürden in 56,9 s (gelaufen am 25. September)
- 1920 Platz 1 über 400 m Hürden in 53,9 s und Platz 5 über 110 m Hürden in 15,1 s (beides gelaufen am 26. Juni in Pasadena)
- 1921 Platz 2 über 400 m Hürden in 53,1 s (gelaufen am 4. Juli in Pasadena)
- 1924 Platz 8 über 400 m Hürden in 54,4 s (gelaufen am 13. Juni in Cambridge)